# Ivan VI
Pour les articles homonymes, voir Ivan.
Ivan VI, né le 23 août 1740 à Saint-Pétersbourg et mort le 16 juillet 1764 à Chlisselbourg, est empereur de Russie de 1740 à 1741.

## Biographie
Fils d'Anna Leopoldovna et d'Antoine-Ulrich de Brunswick-Wolfenbüttel, il est désigné comme héritier du trône par sa grand-tante Anne Ivanovna. Il est proclamé empereur le 17 octobre 1740, sous la régence du comte Ernst Johann von Biron, ancien favori d'Anne ; celui-ci est cependant écarté du pouvoir le 9 novembre suivant et la mère d'Ivan, Anna Leopoldovna, est proclamée régente jusqu'à la majorité de son fils.
Anna Leopoldovna laisse les ministres gouverner, notamment le feld-maréchal Burckhardt de Munnich. Celui-ci édicte un Règlement des fabriques fixant les relations entre les propriétaires et leurs ouvriers et réglementant la journée de travail. Néanmoins, des dissensions apparaissent entre les ministres, compromettant la stabilité et le crédit du gouvernement ; par ailleurs, la noblesse russe reproche à la régente le caractère trop germanique de son entourage : un sentiment national anti-allemand réapparaît. L'opinion publique se tourne vers Élisabeth Petrovna, fille de Pierre le Grand et jugée plus « russe » qu'Anna Léopoldovna.
Le 6 décembre 1741, un coup d'État militaire écarte Ivan VI et sa mère du trône, et fait monter Élisabeth sur le trône impérial.
Anna Leopoldovna et la famille de son époux sont incarcérés à Kholmogory. Elle y meurt en 1746 et Ivan est alors enfermé dans la forteresse de Chlisselbourg, sous le nom de « Prisonnier numéro 1 ». En 1764, une tentative de coup d'État est dirigée contre l'impératrice Catherine II, alors régnante, afin de restaurer Ivan VI, « l'homme au masque de fer », sur le trône : le jeune homme est alors assassiné par un de ses geôliers. Officiellement, il a été abattu au cours d'une tentative d'évasion.
Ses restes ont été identifiés en 2010 par des archéologues russes dans un cercueil vieux de 200 ans devant l'église de l'Assomption de Kholmogory. La dépouille porte notamment la trace d'un couteau à six lames et d'un stylet (le jeune empereur fut attaqué au stylet à l'âge de six mois).

## Bibliographie

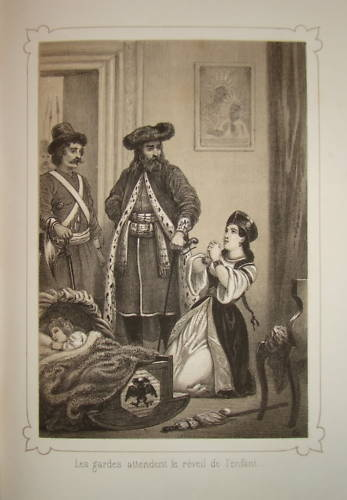
Arrestation de l'empereur Ivan VI de Russie

## Distinctions
- 1740 : ordre de Saint-André